# Isabela a II-a a Spaniei
Isabela a II–a a Spaniei (n. 10 octombrie 1830, Madrid, Madrid⁠(d), Spania – d. 9 aprilie 1904, Paris, Franța) a fost regină a Spaniei.

## Naștere și regență
Isabela s-a născut la Madrid, în 1830, fiica cea mare a regelui Ferdinand al VII-lea al Spaniei, cu a patra soție a lui, Maria Cristina de Burbon. Maria a devenit regină-regentă pe 29 septembrie 1833, după ce fiica sa Isabela, care avea pe atunci trei ani, a fost proclamată regină în urma morții regelui.
Regina Isabela a moștenit tronul pentru că Ferdinand a convins Curțile (Cortes) să elimine Legea salică, introdusă de Burboni la începutul secolului al XVIII-lea și să restabilească vechea modalitate de succesiune în Spania. Fratele lui Ferdinand, Carol, pretendent la tron, a luptat timp de șapte ani, pe când Isabela era minoră. Susținătorii lui Carol erau cunoscuți drept „carliști” și disputa privind succesiunea a dus la mai multe războaie carliste de-a lungul secolului al XIX-lea. 
Drepturile Isabelei au fost apărate de armată. Curțile Generale (Cortes Generales), alături de liberali și progresiști, care atunci au instituit guvernul constituțional și parlamentar au dizolvat ordinele religioase, au confiscat proprietățile lor (inclusiv ale iezuiților) și au încercat să pună ordine în finanțe. După războiul carlist, regenta Maria Cristina i-a lăsat locul lui Espartero, cel mai de succes și mai popular general din armata elisabetană, care a fost regent timp de doi ani. 
A fost înlăturat în 1843, în urma unui pronunciamiento militar și politic condus de generalii O'Donnell și Narvaez, care au format un nou cabinet, prezidat de Joaquin Maria Lopez, și acest guvern a convins Curțile să o declare pe Isabela majoră, deși avea treisprezece ani. 

## Căsătorie

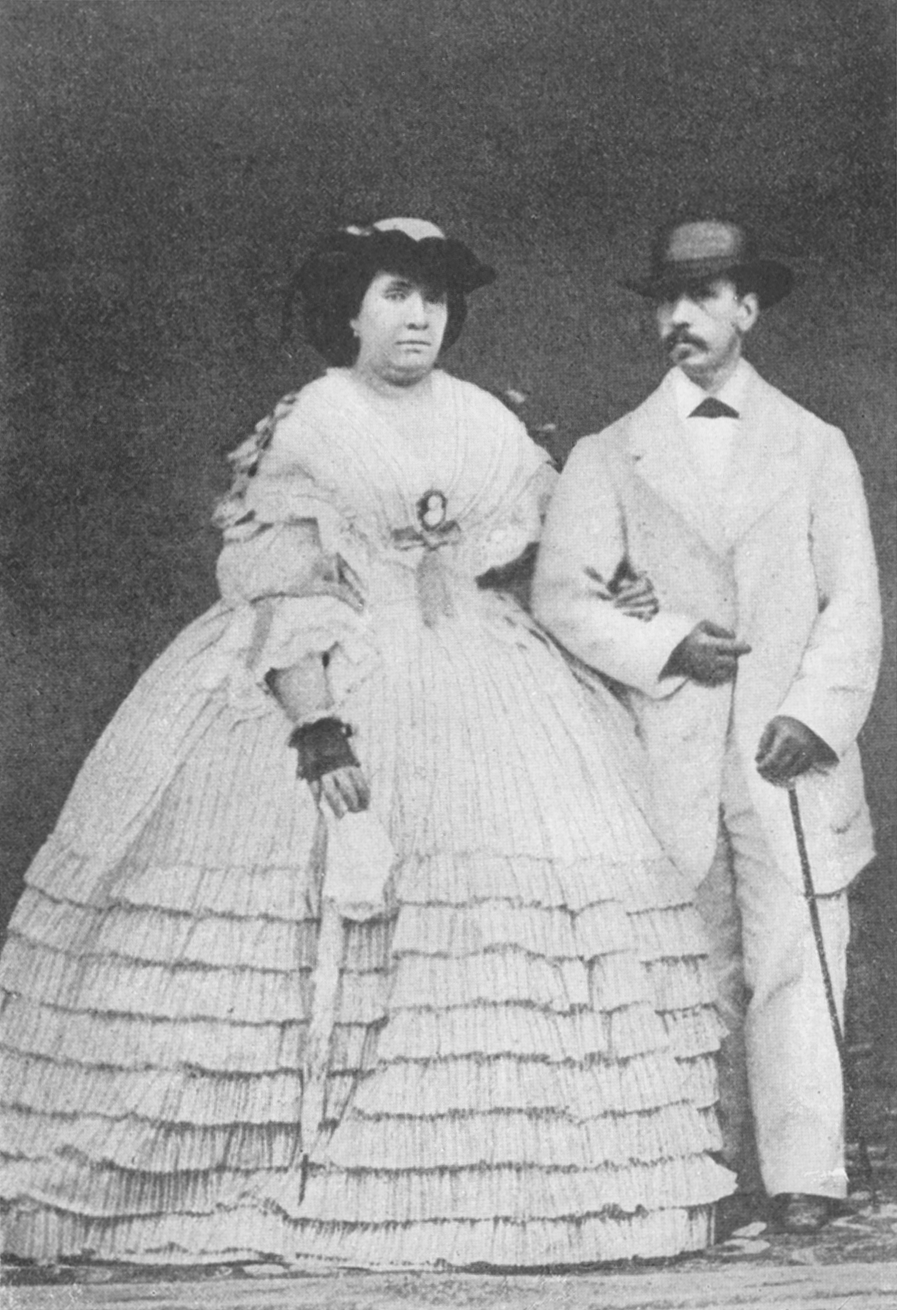
Regina Isabela și Prințul Consort, fotografie publicată în 1907.

Trei ani mai târziu, Partidul Moderat (sau Conservatorii Castilieni) a obligat-o pe regină să se căsătorească, la șaisprezece ani, cu vărul său, prințul Ferdinand I de Asis de Bourbon-Cadige (1822-1902), în aceeași zi în care sora sa mai mică s-a căsătorit cu ducele de Montpensier. 
Aceste mariaje au fost pe placul Franței și a lui Ludovic Filip al Franței, care a fost aproape să intre în conflict cu Marea Britanie din această cauză; dar cele două mariaje nu au fost tocmai fericite. De altfel, au circulat zvonuri că niciunul dintre copiii cuplului regal spaniol nu erau de fapt ai lui Ferdinand, care era homosexual. 
Dezamăgită de soțul ei, Isabela își va găsi repede consolarea în brațele altor bărbați. Regina este departe de a fi o frumusețe, însă ochii ei albaștri cu sticliri verzui îi dau o expresie de inteligență pătrunzătoare. Candidații nu lipsesc. Idila cu chipeșul general Francisco Serrano se petrece în văzul lumii ceea ce îl determină pe regele consort să se retragă la castelul El Pardo. Pentru salvarea aparențelor, Serrano este numit căpitan general al Granadei. Urmează noii favoriți: Valldemosa, maestru de muzică și alți câțiva. 
În octombrie 1848, Isabela îl alege pe marchizul de Bedmar, care ocupă un apartament mic sub camera reginei. În februarie 1850, primul ministru Narváez anunță în fața parlamentului că "regina este foarte probabil însărcinată în luna a cincea". Copilul se naște pe 12 iulie 1850, i se pune numele Ferdinand și moare la puțin timp după botez.
La 20 decembrie 1851 regina naște al doilea copil, o fiică botezată cu prenumele său, Isabela. De doi ani favoritul ei este ofițerul José María Ruiz de Arana. Regina va mai dărui dinastiei Bourbon din Spania încă trei infanți și cinci infante. Un singur băiat va ajunge la vârsta adultă: viitorul rege Alfonso al XII-lea, a cărui paternitate este atribuită, după zvonuri, căpitanului Enrique  Puig Moltó.

## Domnie
Regina Isabela a domnit din 1843 până în 1868 iar acea perioadă a fost o lungă succesiune de intrigi, conspirații și pronunciamientos militare, dirijate de interesele partidelor politice. Moderații au guvernat între 1846 și 1854, Progresiștii între 1854 și 1856, iar Uniunea Liberală între 1856 și 1863; dominația și succesiunea rapidă a moderaților și unioniștilor liberali, în detrimentul progresiștilor, aveau să ducă la revoluția din 1868. 
Regina Isabela a II-a obișnuia să intervină în chestiunile politice de o manieră inoportună și lipsită de scrupule, ce o făcea impopulară. Și-a favorizat cei mai reacționari generali și oameni de stat, precum și Biserica și ordinele religioase, și a fost în mod constant unealta curtezanilor corupți și intriganți. A fost trimisă în exil la sfârșitul lui septembrie 1868, după ce rezistența slabă a generalilor săi moderados a fost înfrântă în Bătălia de la Alcolea de către mareșalii Serrano și Prim.
Alte evenimente din cadrul domniei Isabelei au fost războiul cu Maroc, care s-a terminat cu un tratat avantajos pentru Spania, și cedarea de către marocani a unor teritorii; Războiul Insulelor Chincha împotriva lui Peru și Chile, lipsit de succes; revolte independentiste în Cuba și Puerto Rico, precum și ceva progres în ceea ce privește operele publice, în special căile ferate, alături de o ușoară îmbunătățire a comerțului și finanțelor. 
Scandaloasa ei viață privată este cunoscută de întreaga țară. La 18 septembrie 1868 regina se găsea în reședința ei de la San Sebastian, într-o întrevedere cu Napoleon al III-lea, când află de insurecția de la Cadix, condusă de generalul Juan Prim și susținută de fostul ei amant Serrano.

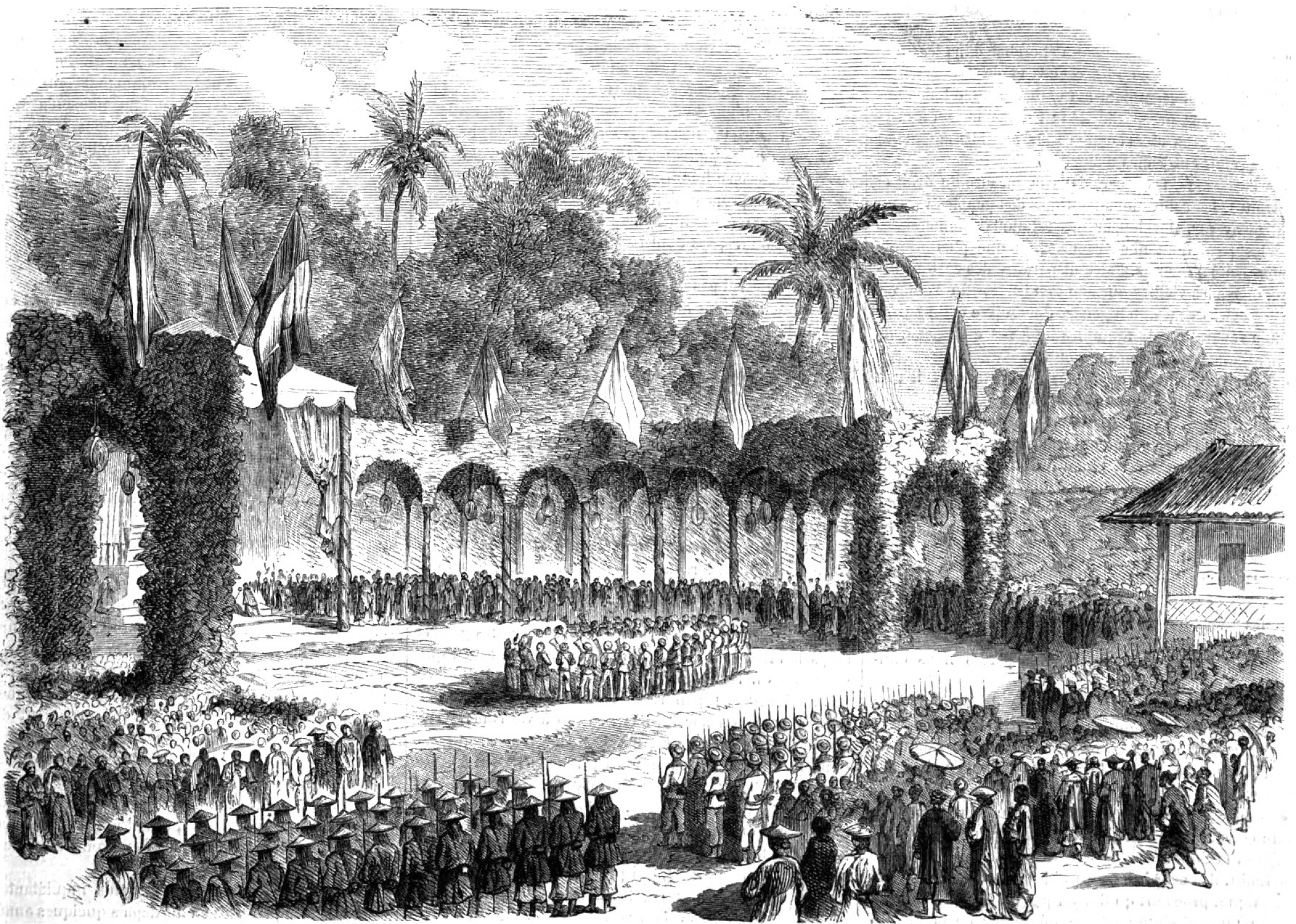
Sărbătoarea sărbătorii reginei Isabella a II-a a Spaniei la Saigon la 17 ianuarie 1863.

## Exilul

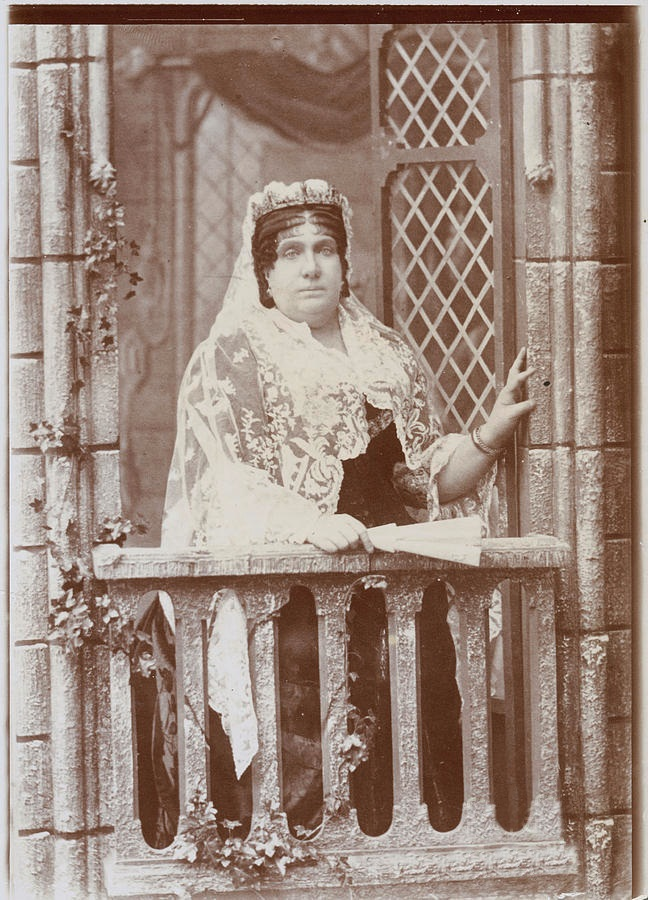
Isabela în exil.

Exilul său din 1868 a contribuit la izbucnirea Războiului franco-prusac, deoarece spaniolii au văzut în prințul Leopold de Hohenzollern-Sigmaringen un posibil candidat. Regina Isabela a II-a provenea din Casa de Burbon (membră a vechii regalități franceze), și s-a propus atunci varianta unui rege german pentru tronul spaniol, variantă pe care francezii conduși de Napoleon al III-lea nu aveau de gând s-o accepte. 
Isabela a fost obligată să abdice în Paris, pe 25 iunie 1870, în favoarea fiului ei Alfonso al XII-lea în vârstă de 13 ani. Isabela divorțase de soțul ei în luna martie a anului precedent, și a continuat să locuiască în Franța și în urma restaurării din 1874. Cu ocazia unei vizite la Madrid, în timpul domniei lui Alfonso al XII-lea, a început o serie de intrigi cu unii dintre politicienii din capitală, și i s-a cerut oficial să plece din nou peste graniță. A locuit la Paris pentru restul vieții, călătorind foarte rar în alte țări, de regulă în Spania nativă. În timpul exilului s-a apropiat de fostul ei soț, cu care a menținut o prietenie ambiguă până la moartea acestuia, în 1902. Ultima parte a vieții ei a fost marcată de problemele matrimoniale ale fiicei sale cele mai mici. A murit pe 10 aprilie 1904, și  este înmormântată în El Escorial.
1. ↑  „Isabela a II–a a Spaniei”, Gemeinsame Normdatei, accesat în 24 iunie 2015
2. ↑  Isabel II, Diccionario biográfico español, accesat în 9 octombrie 2017